# St Ives (Dorset)
Pour les articles homonymes, voir St Ives.
St Ives est un village du Dorset, en Angleterre.